# ذا هيت مان (فلم)
ذا هيت مان «القاتل» (بالإنجليزية: The Hitman) ، هي فيلم أمريكي من نوع الحركة وحرب العصابات ، أنتجت من قبل مؤسسة مجموعة كانون للأفلام السينمائية الأمريكية سنة 1991م، من بطولة تشاك نوريس.

## قصة
تدور القصة حول سيطرة العصابات الإجرامية في أحد مدن الأمريكية المشهورة، ويقوم تشارك نوريس في دور الشرطي كليف غرانت بالبحث عن المطلوبين للحد من انتشار الأسلحة وتزوير المال.

## وصلات خارجية
- مقالات تستعمل روابط فنية بلا صلة مع ويكي بيانات

قالب:تشاك نوريس